# Kanada na Letních olympijských hrách 1992
Kanada se účastnila Letní olympiády 1992 ve španělské Barceloně. Zastupovalo ji 259 sportovců (179 mužů a 116 žen) ve 24 sportech.

## Medailisté
| Medaile | Jméno | Sport                   | Soutěž                                |
| ------- | --- | ----------------------- | ------------------------------------- |
| Zlato   | Mark McKoy | Atletika                | Muži 110 m překážek                   |
| Zlato   | Michael Rascher Bruce Robertson John Wallace Robert Marland Terence Paul Derek Porter Darren Barber Andy Crosby Mike Forgeron                          | Veslování               | Muži osmiveslice                      |
| Zlato   | Kathleen Heddleová Marnie McBeanová | Veslování               | Ženy dvojka bez kormidelníka          |
| Zlato   | Kay Worthington Kirsten Barnesová Jessica Monroe Brenda Taylorová                                                                                      | Veslování               | Ženy čtyřka bez kormidelníka          |
| Zlato   | Brenda Taylorová Lesley Thompson Kay Worthington Kathleen Heddleová Marnie McBeanová Jessica Monroe Kirsten Barnesová Shannon Crawford Megan Delehanty | Veslování               | Ženy osmiveslice                      |
| Zlato   | Mark Tewksbury | Plavání                 | Muži 100 m znak                       |
| Zlato   | Sylvie Fréchette | Synchronizované plavání | Ženy jednotlivci                      |
| Stříbro | Guillaume LeBlanc | Atletika                | Muži chůze na 20 km                   |
| Stříbro | Mark Leduc | Box                     | Muži velterová váha do 63,5 kg        |
| Stříbro | Penny Vilagos Vicky Vilagos | Synchronizované plavání | Ženy dvojice                          |
| Stříbro | Jeffrey Thue | Zápas                   | muži, volný styl do 130 kg            |
| Bronz   | Angela Chalmersová | Atletika                | Ženy 3 000 m                          |
| Bronz   | Chris Johnson | Box                     | Muži váha střední do 75 kg            |
| Bronz   | Curtis Harnett | Cyklistika              | Muži 1 000 m sprint                   |
| Bronz   | Nicolas Gill | Judo                    | Muži do 86 kg                         |
| Bronz   | Silken Laumannová | Veslování               | Ženy skif                             |
| Bronz   | Mark Tewksbury Stephen Clarke Jonathan Cleveland Marcel Géry Tom Ponting (rozplavba)                                                                   | Plavání                 | Muži štafeta 4 × 100 m polohový závod |
| Bronz   | Eric Jespersen Ross MacDonald | Jachting                | Družstvo mužů třída Star              |